# Ekab

División de las jurisdicciones mayas en el según Ralph Roys.

Ekab o Ecab (del idioma maya: éek' kaab ‘negro-tierra’‘Tierra negra’) fue una de las jurisdicciones mayas de la península de Yucatán que ocupaba la región de la costa noreste en el Caribe mexicano en el período posclásico mesoamericano. Después de la desintegración total de la Liga de Mayapán a partir del año 1194 la península de Yucatán se fragmentó en 16  jurisdicciones independientes llamadas Kuchkabal. Ekab tomó el nombre de la región ubicada en el noreste de la península a la cual los primeros exploradores españoles bautizaron como "El Gran Cairo" y que se encuentra al sur de Cabo Catoche. Cercana a la zona de las ruinas arqueológicas de la población de Ekab, existen otros vestigios arqueológicos de una iglesia colonial del siglo XVI llamada Boca Iglesia.

## Liga de Mayapán y su desintegración
La Liga de Mayapán se formó aproximadamente en los años 987-1007 d.c. reuniendo una alianza de los señoríos o casas sacerdotales más importantes, a los itzáes de Chichén Itzá, tutul xiúes de Uxmal, cocomes de Mayapán y otros señoríos como Itzamal, Zamá (Tulum), e Ichpatún. La hegemonía del poder de la liga la ejercieron los señores itzáes de Chichén Itzá, hasta que Hunac Ceel Cauich señor de los cocomes les declaró la guerra y derrotó a su señor Chac Xib Chac, provocando de esta manera la migración de los itzáes hacia el Petén guatemalteco en el año 1194.

..."El año en que llegaron a la "puerta del agua", Ecab, pueblo de Nacom Balam, era el primer principio de los días de los años y del katún del once ahau katún. Quince veintenas de años antes de que llegaran los dzules (hombres blancos) fue la dispersión de los itzáes.  Fue abandonada la diudad de Sac Lah Tun, y fue arruinada la ciudad de Kinchil Cobá. Y fue arruinada Chichén Itzá.  Y fue abandonada la ciudad que está junto a Uxmal, al sur de la ciudad de Uxmal, nombrada Cib, y también Kabáh.  Y fue arruinada Seyé, y Pakam, y Homtún, y la ciudad de Tix Calom Kin, y Aké, la de las puertas de piedra. Y fue abandonada la ciudad a donde baja la lluvia del rocío, Etzemal (Izamal)."..
Chilam Balam de Chumayel

Los Tutul xiúes y los cocomes disputaron el poder, sin embargo los cocomes se valieron de mercenarios de Ah Canul, para mantener la hegemonía, hasta que en 1441 d. C., el señor Ah Xupan Xiu de los tutul xiúes ayudado con algunos descendientes de los itzáes hizo la guerra a los cocomes, asesinando a la familia gobernante en Mayapán, los tutul xiúes emigraron a la ciudad de Maní, por otra parte solo un hijo Cocom que no se encontraba en la región logró salvarse, más tarde a su regreso fundaría la ciudad de Tibolón y los cocomes se concentrarían en la jurisdicción de  Sotuta. A partir de entonces los mayas se fueron fragmentando en diversas jurisdicciones debido a las pugnas de los herederos que reclamaban antiguos linajes de itzáes, tutul xiúes y cocomes, lo cual sería aprovechado en el siglo XVI por Francisco de Montejo para conquistar la península de Yucatán, pues por medio de alianzas y contralianzas facilitaría el sometimiento de los señoríos.

## Organización de las jurisdicciones

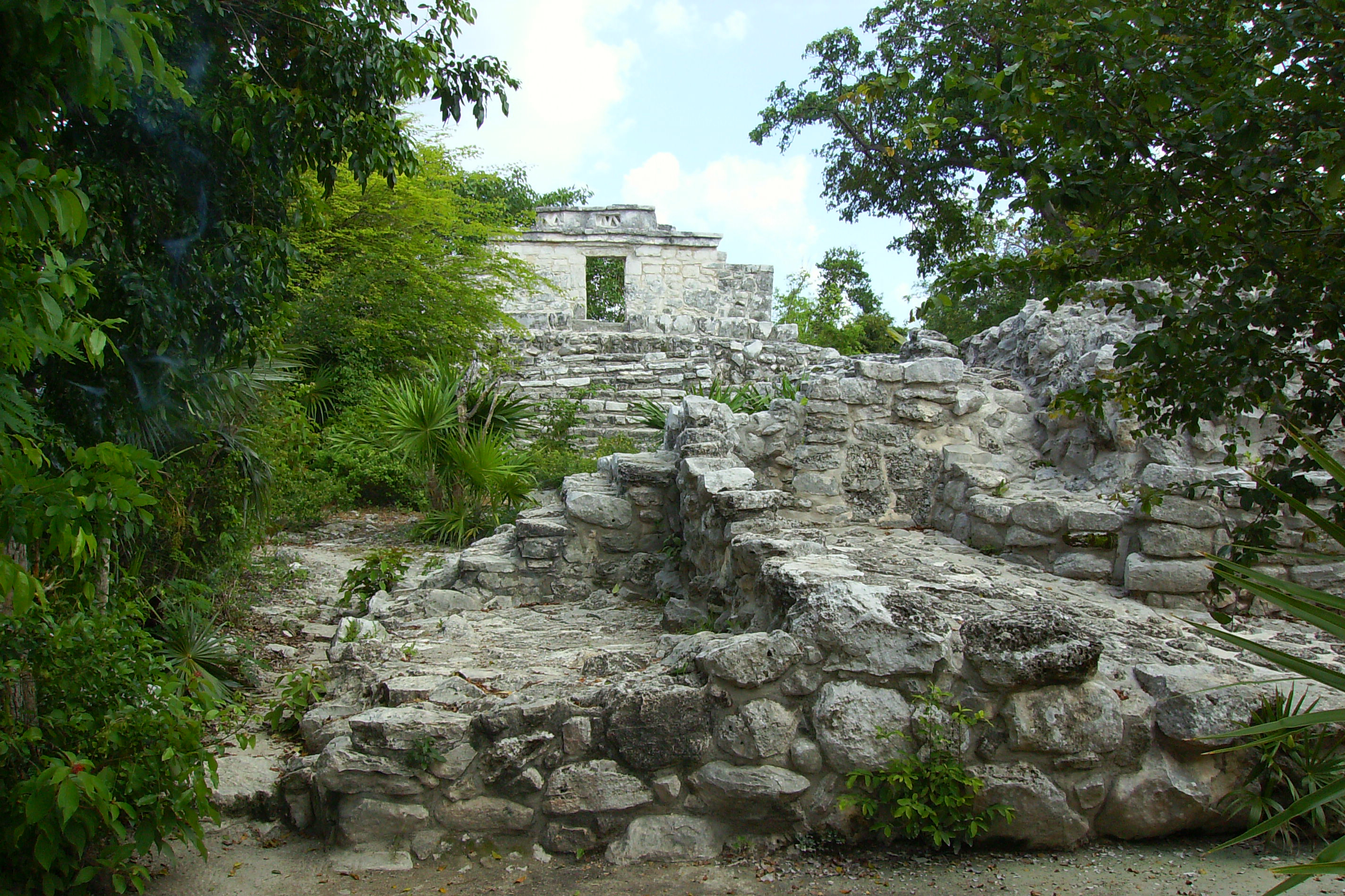
Ruinas arqueológicas en Polé (Xcaret)

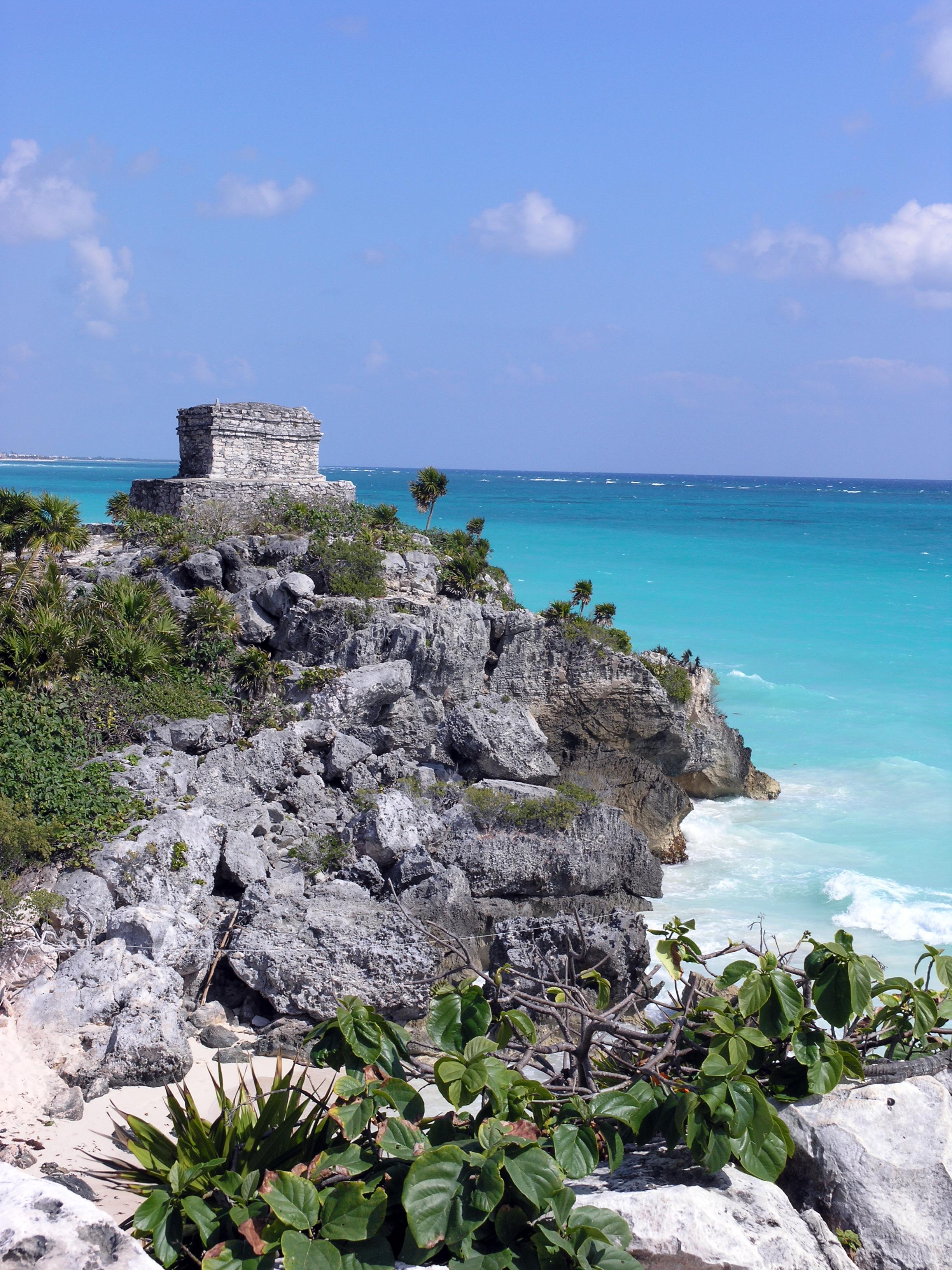
Zamá (Tulum), ciudad al sur de la jurisdicción de Ekab.

Las jurisdicciones se formaron básicamente por familias o linajes, y se llamaban kuchkabal. Tenían una ciudad principal donde vivía el Halach Uinik (en maya, hombre verdadero), quien era la máxima autoridad militar, judicial y política.  Bernal Díaz del Castillo llamaba calachiones y/o calachunis a los Halach Uinik, Francisco López de Gómara los llama calachunis. Cada kuchkabal contaba con varios batabil o municipios que estaban regidas los jefes de segundo rango llamados batab.  Los batab obedecían al Halach Uinik y muchas veces eran sus parientes. Bernal Díaz del Castillo llamaba papa al batab. Los batabil estaban divididos en kuchkteel o unidades residenciales. En estas unidades existían reuniones para solucionar los asuntos importantes de gobierno, el batab formaba parte del consejo. Los consejos de cada batabil estaban integrados por los representantes o delegados de los intereses de las familias: ah k’ ul y los representantes o delegados nombrados por el batab: ah kuch kob. El Halach Uinik tenía una formación religiosa y también era el sumo sacerdote de cada kuchkabal, el puesto era generalmente hereditario de padre a primogénito. El siguiente personaje en importancia era el sacerdote Ah Kin May. Los sacerdotes regulares se llamaban: ah k’in, los sacrificadores: ah nacom, los que profetizaban: chilam, otros sacerdotes de menor grado: chako’ob. El Halach Uinik designaba un capitán de los guerreros y se llamaba Nacom, los Batab que también tenían un alto rango militar, eran coordinados por el Nacom.
No todas las jurisdicciones tenían este esquema político y militar, en algunas no existía la presencia de un Halach Uinik, y funcionaban con un consejo de Batabs. Hasta el momento no se tiene evidencia de la existencia de los posibles Halach Uinik en la jurisdicción de Ekab, no obstante se piensa que era uno de los batab de la isla de Cozumel quien ejerció mayor influencia de la zona, debido a la importancia comercial y religiosa de la isla.  El investigador e historiador Scholes sugiere que dicho Batab era del linaje "Pat" de Cozumel, los investigadores Sabloff y Rathje consideraron que dada la importancia económica y religiosa de Cozumel, al menos Xamanhá y Mochí dependían del cacique de la isla.
El doctor Tsubasa Okoshi Harada de la UNAM ha concluido por el análisis morfémico del vocablo maya tzucub, que la extensa región de Ekab era en realidad un territorio donde existía un conjunto de batab o jefes pertenecientes a un linaje, es decir un territorio al que un linaje dominante daba cohesión política. Tzucub consta de dos morfemas, tzuc significa un conjunto o hacer conjunto,  y -ub es un instrumentalizador que generalmente se antepone al nombre de un linaje: u tzucub Ah Ceh Pech, u tzucub Ah Ch'elob, etc., es decir un conjunto de batalib o municipios del mismo linaje. No obstante Okoshi señala que al parecer existieron tres pequeños kuchkabal, el primero regido en la isla de Cozumel con control de las poblaciones propias de la isla y de Xaman Há, el segundo en el puerto de Conil con control de 5 poblaciones de la isla de Holbox, y el tercero Belma, del que se desconoce su ubicación exacta y posible extensión controlada.
En cuanto a las tribus que posiblemente habitaban Ekab se tienen muy pocos datos, y los antropólogos actuales aún trabajan en este tema.  En el período clásico, los itzáes habitaron Cozumel, al igual que los cocomes.  Existe la teoría que el norte de Ekab estaba habitado por los cocomes en el siglo XVI, sin embargo de acuerdo a las narraciones de Jerónimo de Aguilar, el cacique de los putunes de Chactemal, tenía mucha influencia en la parte sur de la jurisdicción de Ekab.  Por otra parte el linaje más frecuentemente mencionado es el del patronímico "Pat".

## Descripción geográfica

La totalidad de la actualmente denominada Riviera Maya se encuentra en lo que fue la región de Ekab.

La jurisdicción de Ekab, se ubicaba en la zona noreste de la península de Yucatán dentro de lo que ahora corresponde al territorio del estado de Quintana Roo, al oriente colindaba con el mar Caribe, al norte con el Golfo de México, al occidente con las jurisdicciones de Chikinchel, Tazes, Kupul y Cochuah, al sur con Uaymil.
Los navegantes y comerciantes mayas desde el período clásico, circunavegaban la ruta marítima desde la Laguna de Términos, hasta Honduras esta clase social de navegantes y comerciantes era considerada parte de la nobleza, pues se hacían acompañar de esclavos y mantenían informados a los gobernantes en turno. Debido a la ubicación de la jurisdicción de Ekab en el litoral del mar Caribe, se construyeron diversos asentamientos costeros que servían de guía para la navegación y puntos de intercambio comercial, solo unos cuantos asentamientos se encontraban tierra adentro en esta jurisdicción.
En el periodo posclásico maya en el siglo XVI, ya existían ciudades abandonadas (p.ej Cobá), pero de las poblaciones que se sabe que aún eran utilizadas por los textos de los expedicionarios y conquistadores españoles: así como por los investigadores modernos podemos nombrar:
Ekab, bautizada como el "Gran Cairo" cerca de las ruinas coloniales de Boca Iglesia, fue aquí el primer encuentro de los mayas con los europeos, y es ampliamente referenciada.
Cuzamil, o Cozumel, era una isla de gran relevancia comercial y religiosa para los mayas, fue visitada en la segunda y tercera expedición española, así como por el conquistador Montejo.
Zamá, actualmente Tulum, fue reportada en la segunda expedición española, el antropólogo Ernesto Vargas del  INAH describe a Zamá como un Batalib o municipio independiente, Zamá es una corrupción del nombre maya Tzamá que significa "amanecer".
Xamanzamá, significa al norte de Zamá, y de acuerdo al arqueólogo Loring Hewen sería la actual Tankah, de igual forma fue avistada y reportada en la segunda expedición.
Polé, actualmente Xcaret fue el punto principal de embarque a la isla de Cozumel, y punto estratégico de la primera y tercera campaña de la conquista de Yucatán.
Xala o Xel-Há, se estableció brevemente un cuartel por los conquistadores, pero su posición fue trasladada a Xaman Há.
Xaman Há, que significa "agua del norte", actualmente Playa del Carmen, fue lugar del cuartel general durante la conquista.
Mochi o Muchi, 4 km al noroeste del actual Puerto Morelos en el fraccionamiento Villas Morelos II, y punta Mochi o Muchi, actualmente Punta Brava al sur de Puerto Morelos, reportados como un punto de paso en la conquista.
El puerto de Conil, en las inmediaciones de la actual población de Chiquilá fue un punto de gran importancia estratégica en la laguna de Yalahau, y objetivo militar en las campañas de los conquistadores.
Paamul, Bahía de Soliman y Bahía de Katenah, las cuales mantienen su nombre original, fueron reportadas con asentamientos mayas.
Cachi, sitio descrito con muy pocas casas, se desconoce su ubicación exacta, pero se describe cerca de Kantunilkin.
Labcah, actualmente Solferino, y Kantunilkín que mantiene el mismo nombre.
De acuerdo a los estudios de los investigadores modernos, las siguientes poblaciones se encontraban también habitadas en el siglo XVI:
San Ángel y Monte Bravo, cerca de Conil, alguna de ellas por su ubicación geográfica podría tener correspondencia a la población reportada como "Coni".
Las ruinas de "El Rey" y "El Meco"  se encuentran en la zona turística de Cancún y Puerto Juárez, no son mencionadas por los historiadores, no obstante se suponen habitadas en el periodo posclásico por el estilo de su arquitectura, y dada la ubicación costera eran sin duda puntos de observación importantes para la navegación comercial de los mayas, la cual colapso con la llegada de los conquistadores.  La localidad llamada "Belma", por los conquistadores podría ser "El Meco".
Como puede observarse, a excepción de Kantunilkín y Labcah, el resto de las poblaciones se encontraban en la costa.
Los modernos desarrollos turísticos como Cancún, Isla Contoy, Isla Mujeres, Holbox, Chiquilá, Puerto Morelos, Playa del Carmen, Akumal,  Paamul, Xcaret, Xel-Há y todos los destinos turísticos de la hoy llamada “Riviera Maya” se encuentran en lo que era el territorio de esta jurisdicción o Kuchkabal.

## Primeras exploraciones españolas

### Primeros contactos con los europeos 1502, 1511
En el cuarto viaje realizado por Cristóbal Colón en 1502, cerca de la costa continental se realizó el primer encuentro entre comerciantes y navegantes mayas con los europeos en la isla de Guanaja.  De acuerdo a la constante comunicación de comerciantes con caciques, esta información seguramente fue transmitida a toda la península de Yucatán.
En 1511 Gonzalo Guerrero, Jerónimo de Aguilar, quienes navegaban en un barco comandado por el Capitán Valdivia, regresando del Golfo del Darién hacia Santo Domingo en la isla de La Española, fueron sorprendidos por una tormenta y su barco fue destruido en un arrecife somero, sobrevivieron 20 náufragos.
Fueron capturados y hechos esclavos por los mayas de la población de Xamanzamá (al norte de Zamá), por el sacerdote Ah Kin Cutz ("Pavo salvaje") y el batab Kinich ("Ojo de sol"). Al morir el batab Kinich, fue sustituido por Ah May o Taxmar.
De acuerdo a las narraciones de Aguilar, el capitán Valdivia fue víctima de canibalismo y un poco más tarde Aguilar, Guerrero y otros 3 pudieron escapar, para nuevamente ser capturados por el cacique de Chactemal.  En 1519, Aguilar fue rescatado por Hernán Cortés, sin embargo Gonzalo Guerrero, se adaptó a la vida maya y llegó a ser nombrado nacom o jefe guerrero de Xaman Há, población ubicada dentro de la jurisdicción de Ekab.
En 1513 Juan Ponce de León, realizó el descubrimiento de la Península de Florida, y existen reportes, de que encontró a un nativo que hablaba castellano, por lo que existe la teoría de que pudo visitar algún punto en la laguna de Yalahau, cerca de Holbox o Conil, pero el reporte oficial es que descubrió la entonces considerada y llamada isla de Bimini (Florida).

### Francisco Hernández de Córdoba, 1517

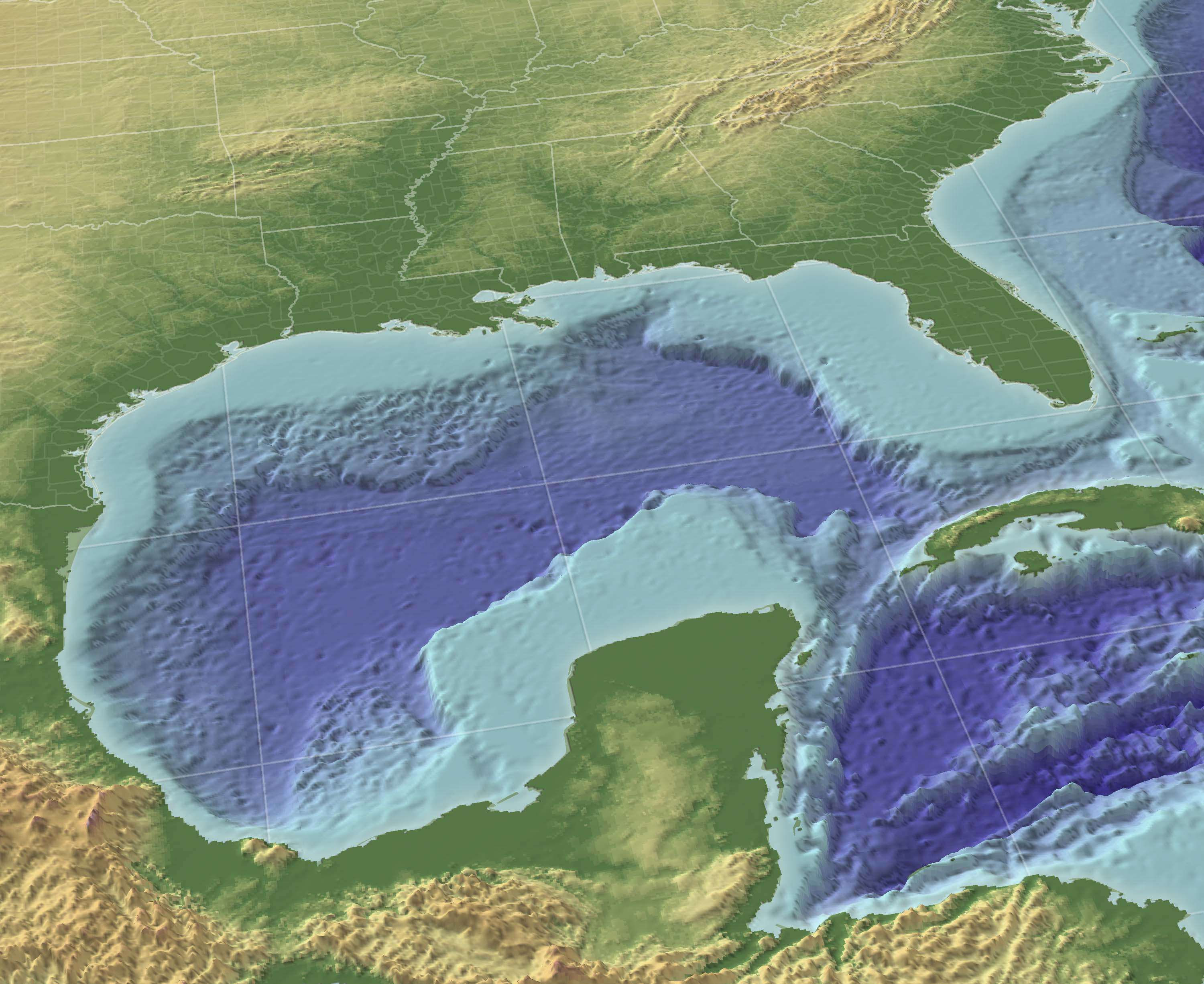
Canal de Yucatán.

Es precisamente en la jurisdicción de Ekab, donde inicialmente arribaron los primeros expedicionarios españoles, en el año 1517 la exploración de tres naves comandada por Francisco Hernández de Córdoba que había salido de la Isla Fernandina (Cuba) el 8 de febrero; dejando las costas de la isla la expedición fue sorprendida por una tormenta en el canal de Yucatán, y de esta forma los primeros días de marzo llegaron a Isla Mujeres.    Bautizaron con este nombre a la isla, pues encontraron figurillas con forma de mujer, las cuales eran ofrendas dedicadas a la Diosa de la fertilidad Ix Chel por las nativas mayas.   La isla en aquel entonces solo era un adoratorio de la Diosa y se encontraba desierta, así pues los españoles continuaron su travesía y cruzaron a la costa continental, lograraron avistar la población de Ekab, y la describieron como de gran tamaño con casas de cal y canto, evocando lo musulmán, la bautizaron con el nombre de  “El Gran Cairo”, sin embargo pasaron de largo algunos pocos kilómetros y adelantando dos de los barcos de menor calado, desembarcaron en el punto más septentrional de la península (Cabo Catoche).
De acuerdo a la Historia Verdadera de la Conquista de la Nueva España de Bernal Díaz del Castillo fue el 4 de marzo de 1517 el primer encuentro con los mayas de Yucatán (Ekab), quienes acompañados por su batab en diez canoas de remos grandes se acercaron y abordaron los barcos españoles, por medio de señas los españoles mostraron señas de paz regalando a los nativos cuentas verdes, los nativos admiraban con detenimiento las naves y también por medio de señas indicaron que volverían al día siguiente.
El 5 de marzo con  “caras alegres y muestras de paz” regresaron los mayas con doce canoas para ayudar al desembarque de los españoles invitándolos por medio de las palabras “cones cotoch”, “cones cotoch” cuyo significado es “andad acá a mis casas” y fue por esta razón que se bautizó el punto como “punta catoche”, hoy en día Cabo Catoche.  Desconfiando Hernández mandó bajar sus propios bateles, y una vez en tierra el batab por medio de señas insistió en la invitación de llevarlos a Ekab (“El Gran Cairo”), al notar el batab que los españoles no seguían el camino a la población y que comenzaban a dispersarse, dio la orden a varios escuadrones de guerreros de comenzar una emboscada, y como resultado del enfrentamiento fueron heridos 15 españoles, dos de los cuales murieron más tarde en la embarcación.
Los expedicionarios lograron contener el ataque por la superioridad de sus armas, fueron muertos más de 15 mayas y capturados dos, quienes fueron bautizados a la fe cristiana con los nombres de Julián y Melchor.  Estos personajes serían los primeros traductores castellano-maya, y serían de gran utilidad en las expediciones siguientes, la expedición siguió su camino al occidente de la península, hacia las jurisdicciones de Can Pech y Chakán Putum.

### Juan de Grijalva, 1518
La segunda expedición salió de Cuba el 10 de abril de 1518 comandada por Juan de Grijalva, llegó a la Isla de Cozumel.  Desembarcaron cerca de una población, pero los habitantes habían huido hacia el interior, solo encontraron a dos ancianos en un campo de maíz, a los cuales por medio de Julianillo y Melchorejo, solicitaron llamar a los batabob (plural de batab), incluso les regalaron “contezuelas” para mostrar signos de amistad.   Los ancianos se fueron pero no volvieron.   Fue entonces que en la población encontraron a una esclava que hablaba la lengua de Cuba, la cual algunos de ellos entendían.   Resultó ser originaria de Jamaica, quien junto con otros diez compañeros habían llegado a Cozumel dos años antes por accidente, ya que su canoa fue arrastrada por las corrientes marinas.   Todos sus compañeros habían sido sacrificados a los dioses mayas, siendo ella la única sobreviviente.   Los expedicionarios la mandaron en busca de los batabob de Cozumel, pero regresó con la respuesta negativa.  Los expedicionarios bautizaron a la población como “Santa Cruz”, y evitando el riesgo de ser emboscados, tomaron a la mujer como tercer intérprete, y partieron hacia el sur hasta la bahía que bautizaron con el nombre de Bahía de la Ascensión en el límite de la jurisdicción de Ekab. Observaron a distancia Zamá y Xel-Há, pero prefirieron cambiar de rumbo y continuaron su viaje hacia el occidente de la península tal y como lo había realizado la primera expedición. Fue en Cozumel en esta expedición cuando se celebró la primera misa de lo que hoy en día es el territorio de México.  El cronista Juan Díaz que formó parte de esta expedición como capellán, describió en el Itinerario de la armada las pirámides de Zamá como las torres de Sevilla.
Julián o Julianillo de acuerdo a Díaz del Castillo, murió en el lapso de tiempo entre la segunda y tercera expedición, por lo cual Melchorejo y la “Jamaiquina” fueron los intérpretes iniciales en la expedición de Cortés.

### Hernán Cortés 1519

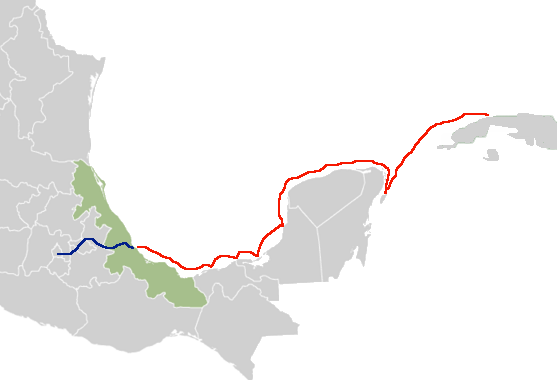
Ruta de Cortés en la conquista de México.

Dado las rivalidades de Hernán Cortés con Diego Velázquez de Cuéllar, la salida de las embarcaciones no fue totalmente coordinada, abandonaron finalmente las costas de Cuba el 10 de febrero de 1519 y el primer navío en llegar a Cozumel fue el de Pedro de Alvarado quien se adelantó por dos días, y en ausencia de Cortés mandó robar cuarenta gallinas, así como algunas cosas de poco valor en una de las poblaciones de la isla.  Al llegar Cortés, reprimió al piloto y a Pedro de Alvarado y mandó a los intérpretes "Melchorejo" y a la "Jamaiquina" en busca del halach uinik o batab de Cozumel.
El halach uinik (a quién Díaz del Castillo referencia como "calchioni") de Cozumel se presentó al siguiente día y se entrevistó con Cortés quien hizo gran alarde de traer muchos soldadados y barcos para evitar una confrontación.  En la entrevista Cortés preguntó acerca de la existencia de los posibles náufragos (recordando las historias de "castilan" de la primera expedición).   En la zona era conocida la ubicación de Guerrero y Aguilar, y entonces Cortés envió cartas con los nativos para llamarlos y cuentas verdes para pagar los rescates.  Mientras esperaban, el "halcah uinik" (Cumux) reunió a su población y les contaba profecías, por lo que Cortés se acercó a preguntar que era lo que pasaba.  El cacique explicó a Cortés que contaba a su pueblo las profecías de sus dioses, entonces Cortés mandó romper los ídolos y colocar un altar con una Cruz, ante la sorpresa de los mayas.  La expedición continuó rumbo hacia Cabo Catoche, pero tuvieron una avería en uno de los barcos y regresaron a la isla de Cozumel, pidieron ayuda al halach uinik de Cozumel, quien les prestó gente y canoas durante cuatro días. Fue entonces cuando Aguilar, quién creía haber perdido la oportunidad de alcanzar a los españoles, pudo incorporarse a la expedición de Cortés, sirviendo como un intérprete más confiable.

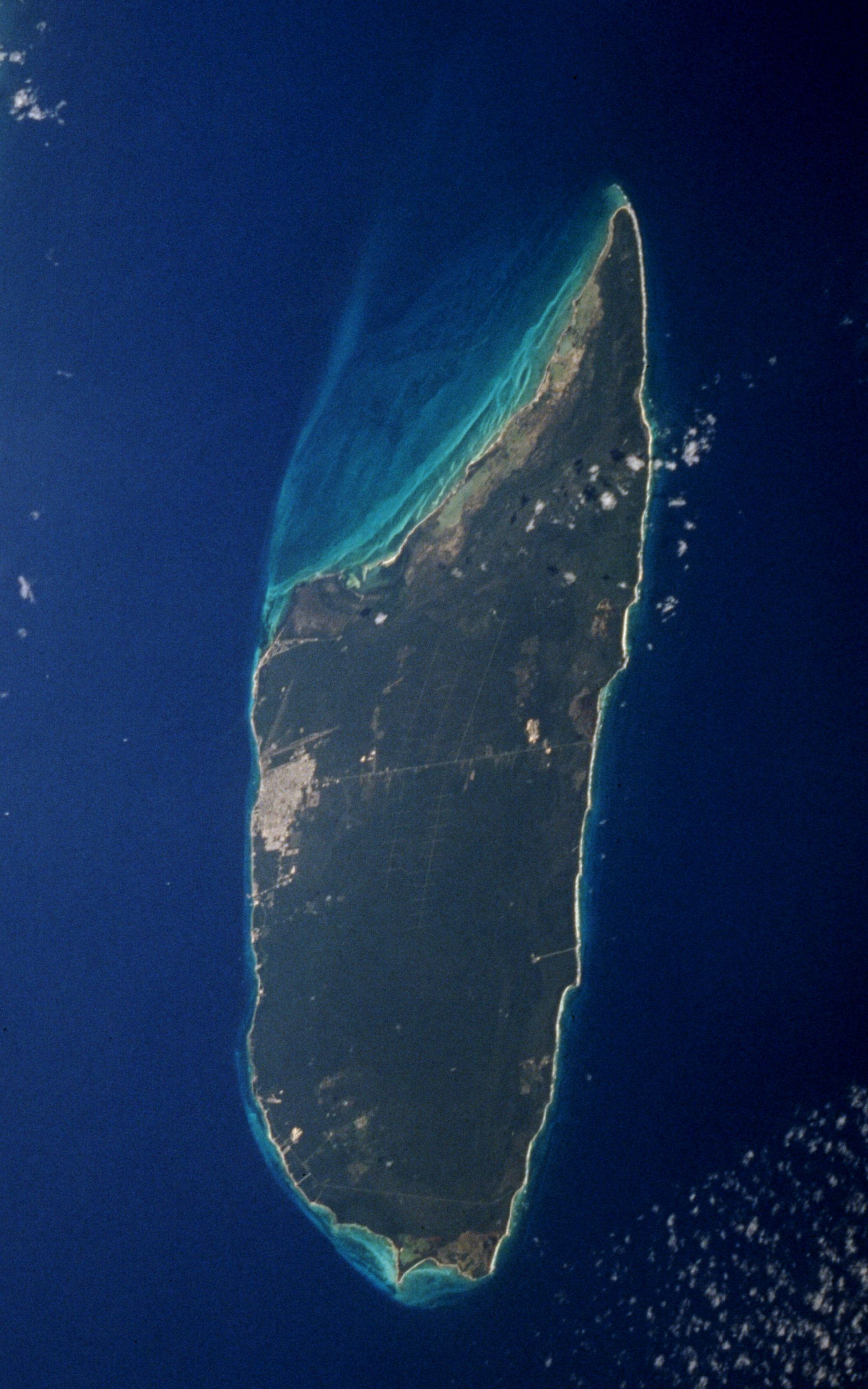
Isla Cozumel vista desde el espacio.

Las cuentas enviadas por Cortés, le sirvieron a Jerónimo de Aguilar para pagar por su libertad, ya que era esclavo en una población cercana distante a dos días de camino.  Aguilar se había entrevistado con Gonzalo Guerrero, quién rechazó incorporarse a la expedición española y explicó a Aguilar que ya se había adaptado e integrado a la vida de los mayas, había sido nombrado "nacom" (capitán de guerreros) de Xaman Há, (probablemente también "batab" de acuerdo a la narración de Bernal Díaz del Castillo) y que era un hombre casado con tres hijos.  Su esposa era Zazil Há hija del halach uinik de Chactemal, Nachán Can.
Los mayas al notar que Jerónimo de Aguilar hablaba su lengua se acercaron a dialogar con él y le dieron de comer, por su parte Aguilar persuadió al Batab de rendir culto y reverencia a la Virgen y a la Cruz y le aconsejó pedir una carta a Cortés, para que en caso de que llegaran otras futuras expediciones, la población no fuera agraviada, esta carta por supuesto fue entregada por Cortés.
Finalmente la expedición se despidió con halagos y ofrecimientos el 4 de marzo de 1519, para continuar su travesía hacia la conquista de Tenochtitlan.  Fueron sorprendidos al anochecer por un fuerte "viento de Norte", y tocaron nuevamente tierra al mediodía del día siguiente en algún lugar donde Díaz del Castillo describió como una bahía, donde había maizales y hacían sal, estaban en espera de uno de los barcos que se había retrasado, a este punto lo llamaron "Punta de las Mujeres", ya que encontraron cuatro "cues" o templos de ídolos con muchas figuras de mujeres.  Aguilar declaró a Díaz del Castillo que cercano a ese punto era donde había sido esclavo de los mayas, y que no muy lejos era donde vivía Guerrero.
Dada la corta travesía y el mal tiempo, es probable que el lugar de desembarque fuera la actual Punta Sam o Isla Blanca, o nuevamente Isla Mujeres que fue bautizada en la primera expedición por Hernández de Córdoba; Andrews en 1983, sustentó la teoría de que los habitantes de Ekab se trasladaban a Isla Mujeres para conseguir sal.

## Conquista 1527-1547

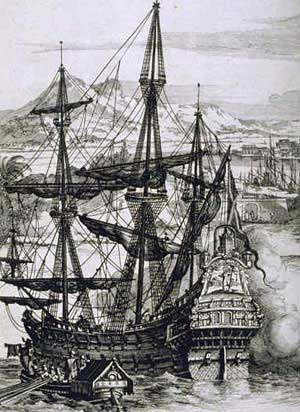
Galeón español.

Consolidada la Conquista de Tenochtitlan, los españoles no tardaron mucho tiempo en darse cuenta de que no era necesario hacer escala en Cozumel para realizar la ruta a los territorios recién conquistados, y no se tiene mucha información de lo sucedido entre 1519 a 1527, cuando comienza la primera campaña de la Conquista de Yucatán.
Las pugnas entre Cortés y Velázquez continuaban, Cortés envió cartas y el Quinto Real directamente a la corona utilizando a Francisco de Montejo como mensajero; Montejo era un capitán experimentado que ayudó a Cortés en la conquista, y que conocía el Yucatán desde la expedición de Grijalva. Una vez en España, Montejo se entrevistó con Carlos V y le solicitó autorización para llevar a cabo la conquista de Yucatán. El monarca y también emperador, le concedió los títulos de "Adelantado", Capitán General y Alguacil Mayor de Yucatán y Cozumel en diciembre de 1526.
Francisco de Montejo el "Adelantado", originario de Salamanca, fue acompañado por su hijo llamado Francisco de Montejo y León "el Mozo", y su sobrino, igualmente llamado Francisco de Montejo, "el Sobrino", sin embargo la conquista tuvo que ser realizada en tres campañas a lo largo de 20 años, debido por una parte por la fuerte resistencia ofrecida por los aguerridos mayas, y por otra parte porque "el Adelantado" además tenía intereses en mantener las gobernaturas de Honduras, Chiapas y Tabasco.
La primera campaña corresponde al periodo de 1527 a 1529, y comenzó con una fuerza de 500 hombres y 3 navíos comandada directamente por el "Adelantado", y su estrategia fue conquistar el territorio por la costa oriental en los cacicazgos de Ekab, Uaymil y Chactemal.
En 1527, Blas González reportó a Montejo la existencia de un pequeño pueblo, cercano a un pantano llamado "Soliman", bahía que aún tiene el mismo nombre, al norte de Zamá.
El "Adelantado" llegó a Cuzamil y fundó la población de "San Miguel de Xamancab", el 29 de septiembre de 1527. Los pobladores de la isla acostumbrados a las expediciones anteriores no realizaron ningún enfrentamiento armado.  En esta ocasión no existía intérprete, pero pudieron entenderse con un lenguaje a señas.  Cogolludo relata que en la isla le facilitaron un indio que sirvió de guía a Montejo y que los acompañó a la costa de la península, así "el Adelantado" se entrevistó con un nombre anciano llamado Nacom Balam quién residía al interior de la costa del puerto de Conil, en una población llamada "Coni".*

..."Memoria de los katunes y de los años en que fue por primera vez conquistada la tierra de Yucatán por los dzules (hombres blancos).  Que dentro del once ahau katún sucedió que se apoderaron de la "puerta del agua" Ecab.  Del Oriente vinieron."
"Cuando llegaron , dicen que su primer almuerzo fue anonas. Esa fue la causa de que se les llamara "extranjeros chupadores de anonas" fue su nombre.   Así los nombraron los habitantes del pueblo que conquistaron: los de Ecab."
"Nacom Balam es el nombre del primer conquistado, en Ekab, por el primer capitán Montejo, primer conquistador, aquí en el país de Yucatán.  En este mismo katún sucedió que llegaron a Ichcaansihó"...
Chilam Balam de Chumayel

En el territorio continental fundó Salamanca de Xel-Há, sin embargo su cuartel principal lo instaló en Polé. Alonso Dávila que era el teniente de Montejo, trasladó la guarnición de Salamanca de Xel-Há a Salamanca de Xaman Há, la cual permaneció ocupada por los españoles hasta 1529.
"El Adelantado" en su camino a Mochi, se encontró con el Batab de Cozumel Naum Pat en Xaman Há, quién asistía a la boda de una hermana (muy probablemente para fortalecer lazos entre linajes).  Naum Pat, no ofreció resistencia y ofreció lealtad a la Corona española, sin embargo los conquistadores tuvieron que abandonar la península en 1529.
La segunda campaña se realizó en el periodo de 1530 a 1535, y la estrategia esta vez comenzó por la costa occidental de la península, sin tocar la jurisdicción de Ekab.  Solamente Alonso Dávila cruzó hacia el sur, intentando instalar una posición en Zamá, pero ante las condiciones adversas, decidió ir al sur al cacicazgo de Uaymil para fundar la Villa Real de Bacalar. En 1535 un levantamiento en ciudad real de Chichén Itzá tomó por sorpresa a las guarniciones españolas, y la empresa de la conquista tuvo que ser abandonada por cinco años.
Entre la segunda y tercera campaña, hubo guerras internas entre las jurisdicciones de la península, lo cual provocó un descenso de la población, y muchos mayas emigraron al sur hacia el Petén Guatemalteco.  Esto fue descrito por los conquistadores quienes notaron el despoblamiento de la zona.
La tercera campaña se realizó entre los años 1540 a 1547, comenzando nuevamente por el occidente, y avanzando paulatinamente hasta para llegar a Ekab.
Francisco de Montejo "el Adelantado", realizó una detallada estrategia basada en las primeras dos campañas que dieron la experiencia y el conocimiento de la zona. Desde Ciudad Real de Chiapa "el Adelantado" envió instrucciones y recursos a su hijo Francisco de Montejo y León "el Mozo" y lo nombró Teniente General.
"El Mozo" realizó el último y definitivo avance de occidente a oriente y fue apoyado por otros capitanes como Gaspar y Melchor Pacheco, así como por su primo Francisco de Montejo "el Sobrino" quien generalmente iba a la vanguardia de la campaña.
El puerto de Conil al ser un punto estratégico fue un objetivo militar de la campaña, y fue conquistado por "el Sobrino".
En 1543 "el sobrino" partió de Valladolid, en compañía del capitán Bernardino Villagómez y cruzó Ekab hasta Polé sin señales de hostilidad
Desde Polé (Xcaret) realizó un intento para cruzar a Cozumel, pero no había suficientes canoas, por lo que envió a uno de sus soldados para solicitar ayuda a los habitantes de la isla.  Desde Cozumel los mayas proveyeron grandes canoas y remeros, una vez con las canoas en Polé trataron los españoles de cruzar el canal hacia la isla, pero se desató una tormenta cuando iban a media trayectoria, y tuvieron que abortar este intento.  Nuevamente con el mar en calma, un destacamento enviado por “el sobrino” pudo cruzar el canal de Cozumel y entregar a los caciques de la isla un requerimiento para que éstos cruzaran a dialogar en tierra firme y cimentar una alianza.  Pero en esta última trayectoria, nuevamente comenzó una tormenta y volcó algunas canoas provocando el ahogamiento de nueve españoles y algunos mayas.  Los batabob juraron obediencia a Montejo "el sobrino", quíén les permitió regresar a la isla.
De esta forma una gran parte de la población de Ekab confirmó la aceptación del dominio español, y regresaron los españoles a su base en Valladolid.   La noticia del ahogamiento llegó a oídos de las jurisdicciones de Cupul y Cochuah, quienes creyeron que "el Sobrino" había muerto y consecuentemente se rebelaron en Saci (Valladolid), capital de los cupules.

## Época colonial

Provincias de Yucatán y sus cabeceras de distrito en 1549.

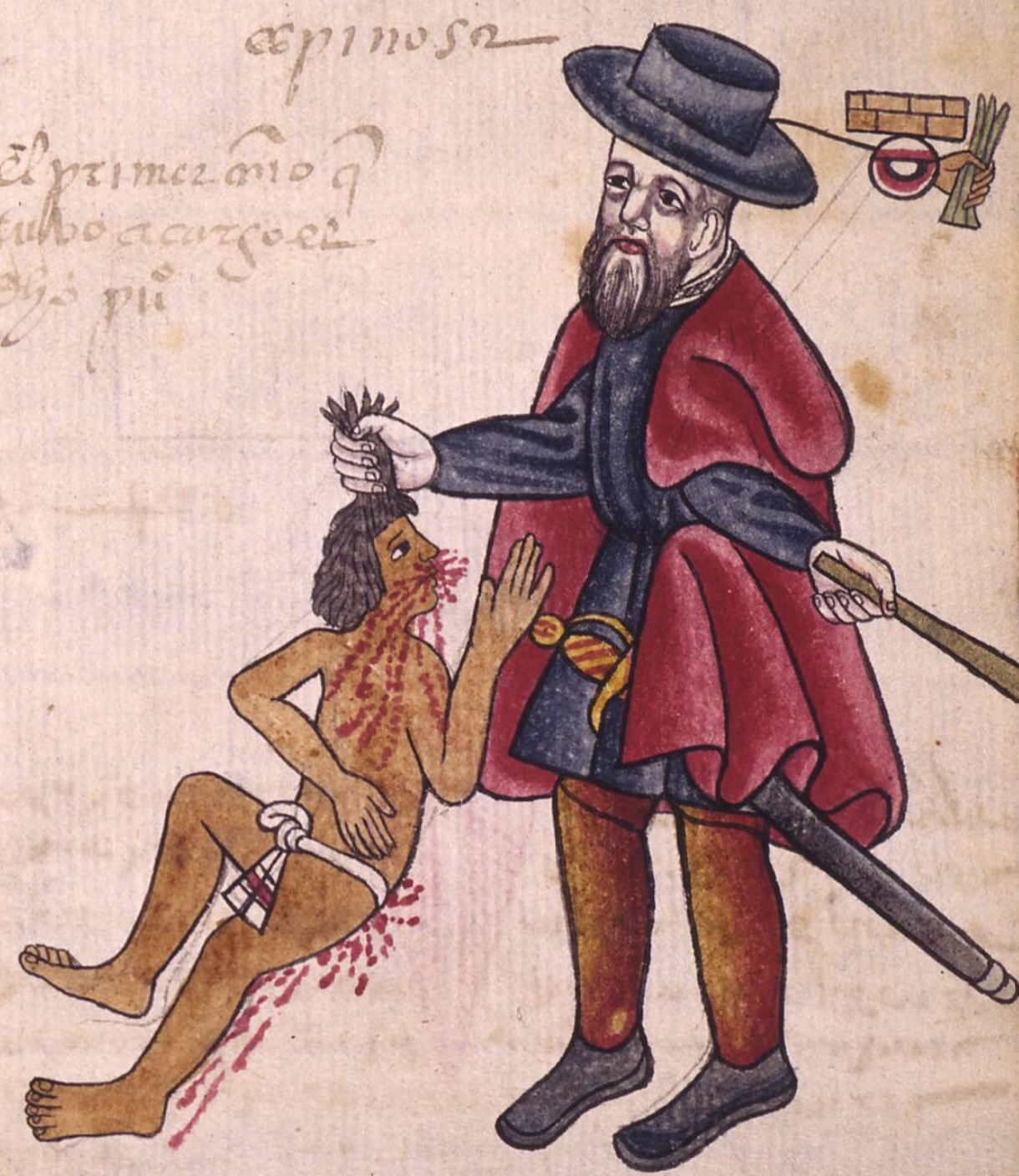
Códice Kingsborough: un encomendero abusa de un indio.

En 1542, Francisco de Montejo "el Mozo" fundó la ciudad de Mérida, y Francisco de Montejo "el Sobrino" finalizó la conquista del oriente de la Península de Yucatán.   Pero en 1546, cuando finalmente Francisco de Montejo "el Adelantado" llegó a reunirse con su hijo y sobrino en San Francisco de Campeche, una revuelta generalizada de los mayas estalló en la península y durante 1546 y 1547, tuvo que ser realizada una labor de reconquista.
La crónica de Chac Xulub Chen, indica que el Batab de Ekab, llamado Ekbox realizó el ataque a un barco español en 1547.
En 1549, la población de Ekab estaba registrada en la lista de poblaciones que contribuían a Valladolid, con 210 tributarios, sin embargo la población es referida con el nombre de "Boxchén", es probable que en ese mismo año, se haya comenzado la construcción de Boca Iglesia.
En la zona de la jurisdicción de Ekab, se reportaron seis encomiendas solamente: Kantunilkín, Conil, Ekab, Polé, Zamá y Cozumel con un total de 3000 habitantes, pero esta población disminuyó un 50% a finales del siglo XVII. Conil fue descrita como una población de 5000 casas por los conquistadores, sin embargo en 1549, solamente se reportaron 360 habitantes.

..."No sabían que esperaban a los dzules (hombres blancos), ni a su cristianismo.  No sabían lo que era pagar tributo.  Los espíritus señores de los pájaros, los espíritus señores de las piedras preciosas, los espíritus señores de las piedras labradas, los espíritus señores de los tigres, los guíaban y los protegían.  ¡ Mil siescientos años y trescientos años más y habría de llegar el fin de su vida !.  Porque sabían en ellos mismo la medida de su tiempo.."
Chilam Balam de Chumayel

En 1560, se reportaron los primeros ataques de piratas en la zona.
En 1565, Juan de Cárdenas quien luchó en 1534 con "el Mozo" en Chichén Itzá, es el encomendero registrado de la zona de Ekab, y reportó que los mayas principales de Ekab eran Hoh o Hoch.
En 1566 se reportó un naufragio que transportaba oro y plata, y 16 habitantes de Dzilam, Conil, y Boxchén (Ekab), ayudaron al rescate con cuatro canoas.  Gonzalo Pat, natural de Ekab fue recompensado con 45 tostones (monedas de plata), por sus servicios.
En 1570 el batab de San Miguel Xamancab era Francisco Pat y en Santa María Oycib eran Pedro Pot y Juan Mah, ambas localidades de la isla de Cozumel.  Juan Chan también fue reportado como un viejo cacique de la isla.
Pablo Pat, natural de Ekab fue testigo en el juicio de la Santa Inquisición en contra del pirata Pierre Sanfroy en 1571, que fue capturado y acusado por actos de piratería, en Cozumel y la zona cercana a la población de Ekab. Juan Ye, Juan Puc, Juan Pat, y Diego Niho, naturales de Polé, también fueron testigos del juicio contra Sanfroy.
En 1579, el hijo de Juan de Cárdenas hereda la encomienda y reportó que en la zona se cultivaba maíz, frijol, algodón y se producía miel.
Mochi fue despoblándose en la década de 1550, y desapareció de los registros en 1582.  Sin embargo se reporta que en 1601, mayas "paganos" y fugitivos de las jurisdicciones de Tazes y Cupul, se refugiaron en esta zona.  En este último año el batab reportado de Polé era Juan Ye.
En 1614, se hundieron siete barcos en las cercanías de Isla Contoy, mucha gente de la zona asistió nuevamente al rescate.
En 1642, la población de Ekab fue punto de ataque de los piratas, y fue abandonada totalmente en 1644, aunque en 1689 aún era reportada como encomienda.
En 1668, dada la baja población que habitaba la zona del cacicazgo de Ekab, los constantes ataques de piratas y la imposibilidad de brindar recursos a los pobladores, estos fueron reubicados en Boloná y en las cercanías de Chemax.
Después de la Independencia de México, en 1850 durante la Guerra de Castas, un pequeño grupo de mayas independientes (no cruzoob), se refugiaron en las cercanías de la población de Ekab, pero capitularon en 1859.

..."Toda luna, todo año, todo día, todo viendo, camina y pasa también.   También toda sangre llega al lugar de su quietud, como llega a su poder y a su trono.  Medido estaba el tiempo en que alabaran la magnificencia de los Tres.   Medido estaba el tiempo en que pudieran encontrar el bien del Sol.  Medido estaba el tiempo en que miran sobre ellos la reja de las estrellas, de dónde, velando por ellos, los contemplaban los dioses, los dioses que están aprisionados en las estrellas.  Entonces era bueno todo y entonces fueron abatidos.
Había en ellos sabiduría.  No había entonces pecado.  Había santa devoción en ellos.  Saludables vivían.  No había entonces enfermedad; no había entonces dolor de huesos; no había fiebre para ellos, no había viruelas, no había ardor de pecho, no había dolor de vientre, no había consunción.  Rectamente erguido iba su cuerpo, entonces.
No fue así lo que hicieron los dzules cuando llegaron aquí.  Ellos enseñaron el miedo; y vinieron a marchitar las flores.  Para que su flor viviese, dañaron y sorbieron la flor de los otros.
No había ya buenos sacerdotes que nos enseñaran.  Ése es el origen de la silla del segundo tiempo, del reinado del segundo tiempo.  Y es también la causa de nuestra muerte.  No teníamos buenos sacerdotes, no teníamos sabiduría, y al fin se perdió el valor y la vergüenza.  Y todos fueron iguales.
No había alto conocimiento, no había sagrado lenguaje, no había divina enseñanza en los sustitutos de los dioses que llegaron aquí.  ¡ Castrar el Sol !. Eso vinieron a hacer aquí los extranjeros.  Y he aquí que quedaron los hijos de sus hijos aquí en medio del pueblo, y ésos reciben su amargura."...
Chilam Balam de Chumayel

La población de Ekab, también fue llamada Xon Hom, Jan Jon, Boxchén, Pachihomhom, Homhom.  Pachí significa atrás y Homhom significa olas, en las cercanías de la población de Ekab, existe una barrera natural que rompe las olas, por lo que el significado de estos otros nombres hace alusión a "el lugar atrás de las olas"´´.
Las ruinas de Ekab y del convento Boca Iglesia no cuentan con acceso terrestre, solo es posible llegar por vía marítima o helicóptero. el 15 de agosto de 2006, el cronista Fidel Villanueva Madrid denunció que el sitio es frecuentemente visitado por saqueadores de sus vestigios arqueológicos.